# Kalamansig
Kalamansig (Filipino: Bayan ng Kalamansig) ist eine philippinische Stadtgemeinde in der Provinz Sultan Kudarat, Verwaltungsregion XII, SOCCSKSARGEN. Sie hat 66.095 Einwohner (Zensus 1. August 2015), die in 15 Barangays lebten. Sie wird als Gemeinde der ersten Einkommensklasse auf den Philippinen und als teilweise urbanisiert eingestuft.  
Kalamansig liegt im Westen der Provinz, an der Küste des Golf von Moro, ca. 185 km westlich von Tacurong City entfernt und über die Shariff Aguak-Cotabato City Road erreichbar. Im Inland der Gemeinde erheben sich die schroffen Ausläufer des Daguma-Gebirges. Ihre Nachbargemeinden sind Lebak im Norden, Palimbang im Süden, Sen. Ninoy Aquino und Isulan im Osten. 

## Baranggays
| - Bantogon - Cadiz - Datu Ito Andong - Datu Wasay - Dumangas Nuevo - Hinalaan - Limulan - Nalilidan | - Obial - Pag-asa - Paril - Poblacion - Sabanal - Sangay - Santa Maria |

## Weblink
- Informationen der Philippine Statistics Authority über Kalamansig